# Рахимов, Абдусаттар Каюмович
Абдусаттар Каюмович Рахимов (род. 8 марта 1964) — советский и узбекистанский футболист, в течение всей карьеры выступал на позициях как вратаря, так и полевого игрока. Тренер.
Начал карьеру полевым игроком в 1982 году в команде второй советской лиги «Хисар» Шахрисабз. В 1983 году в составе ташкентского «Пахтакора» в высшей лиге сыграл пять матчей, забил один гол. В 1984 году в командах мастеров не играл. 1985 год начал во второй лиге за «Сохибкор» Халкабад, затем перешёл в команду первой лиги «Звезда» Джизак, за которую провёл четыре матча в поле и шесть в воротах. В 1986—1987 годах в составе клуба «Хорезм» / «Ханки» Ханка сыграл 47 матчей в поле и 6 в воротах. В дальнейшем выступал полевым игроком в командах второй (1988—1989) и второй низшей (1990—1991) лиг СССР за «Ёшлик» Джизак (1988), «Джейхун» Ургенч, «Сохибкор» (1990—1991).
Участник футбольного турнира Спартакиады народов СССР 1983 года в составе сборной Узбекистана на позиции вратаря.
Чемпионат Узбекистана 1992 года отыграл вратарём за «Навруз» Андижан. Чемпионат-1994 начал полевым игроком в составе «Пахтакора», затем перешёл в «Чирчик», где до конца сезона играл в воротах, а в чемпионате 1995 года сыграл пять матчей вратарём и девять — полевым игроком. 1997 год провёл на позиции вратаря в «Дустлике» и «Афросиабе» Самарканд. В 1998 году был в составе «Арала» Нукус, в 1999 — в составе чемпиона «Дустлик».
С 2000 года работал тренером в академии «Пахтакора». По состоянию на 2021 год — тренер вратарей в «Бунёдкоре».